# Bassia prostrata
Bassia prostrata är en amarantväxtart som först beskrevs av Carl von Linné, och fick sitt nu gällande namn av Günther von Mannagetta und Lërchenau Beck. Bassia prostrata ingår i släktet kvastmållor, och familjen amarantväxter. Inga underarter finns listade i Catalogue of Life.

## Bildgalleri

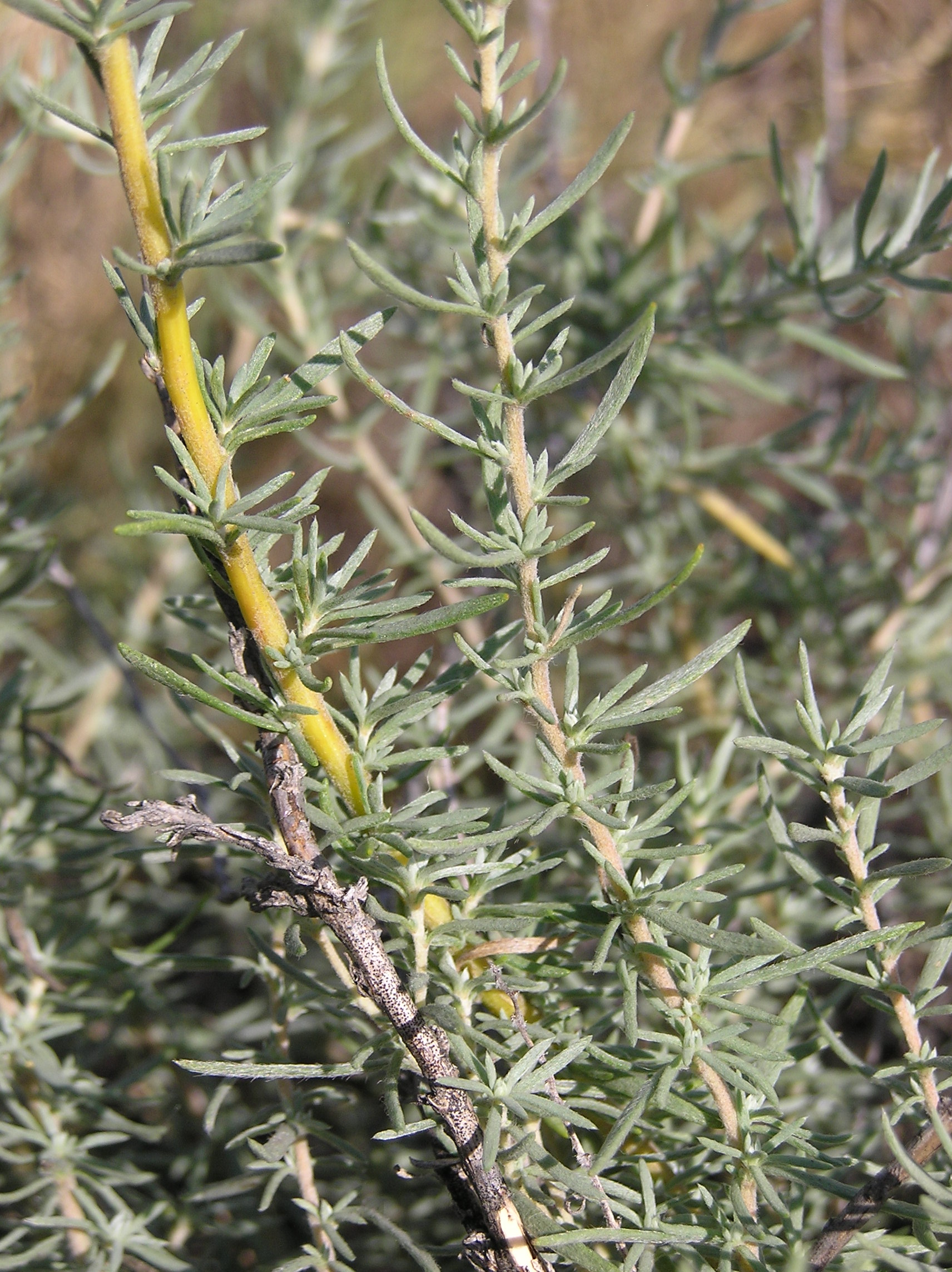
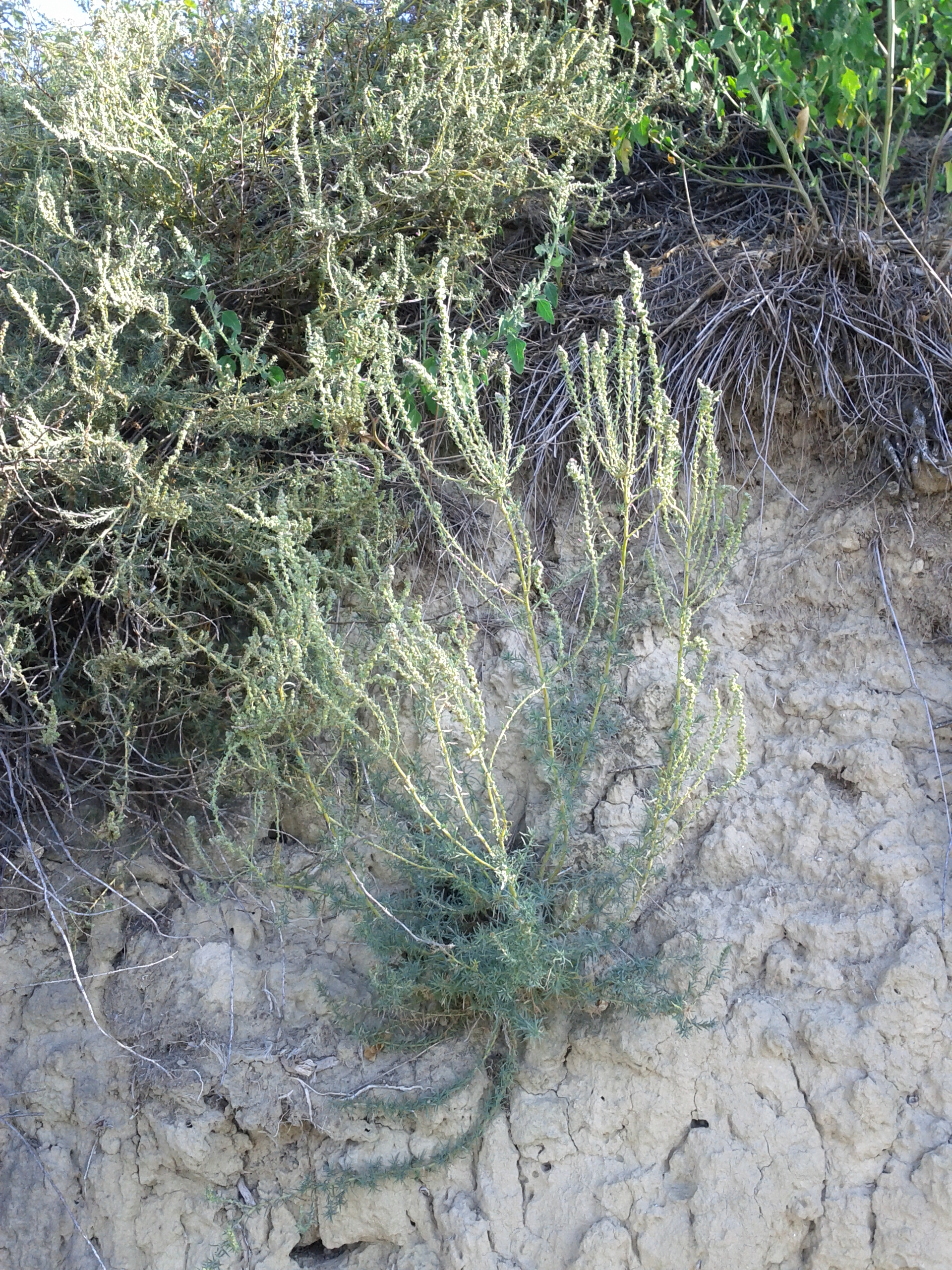
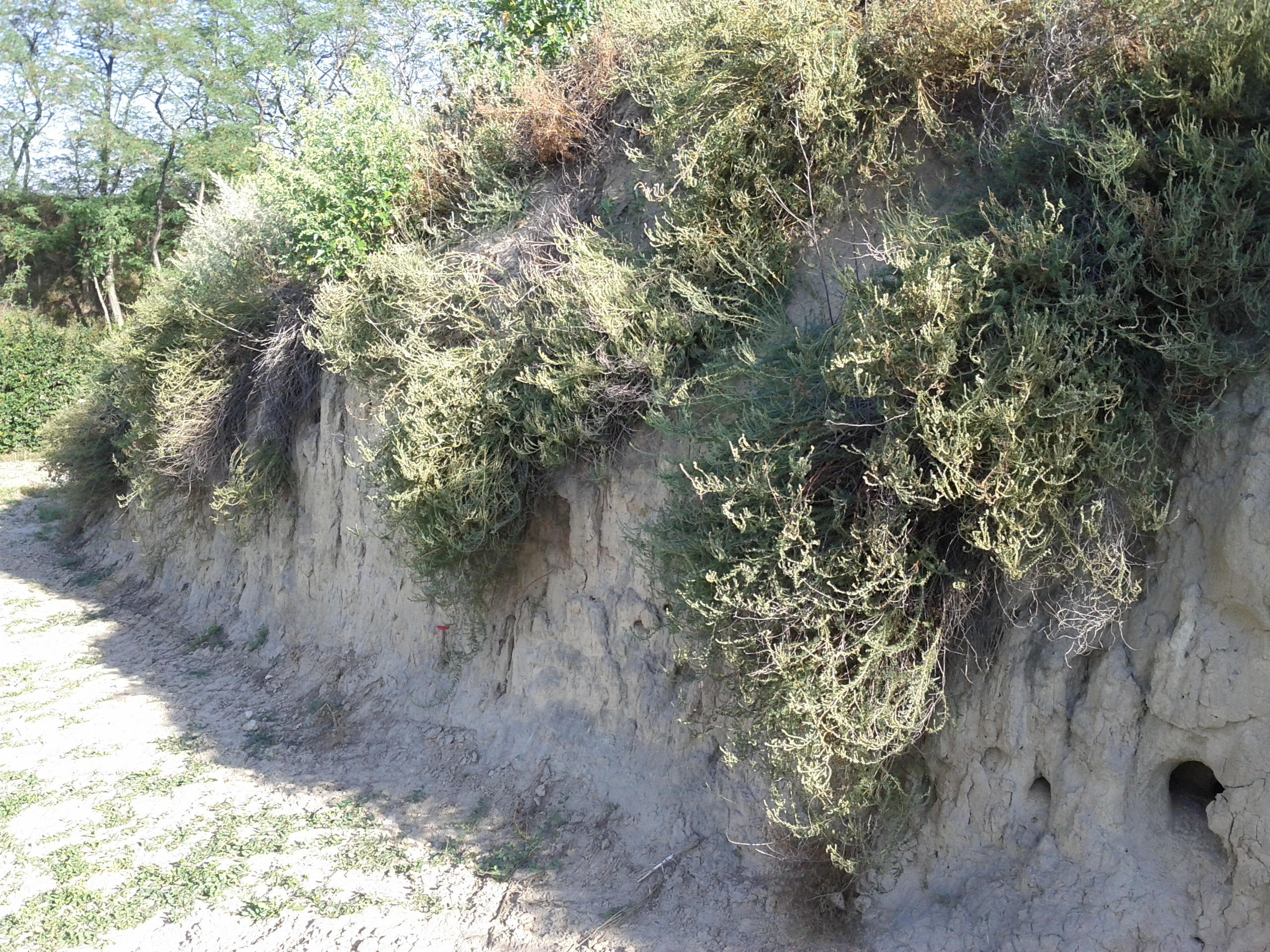
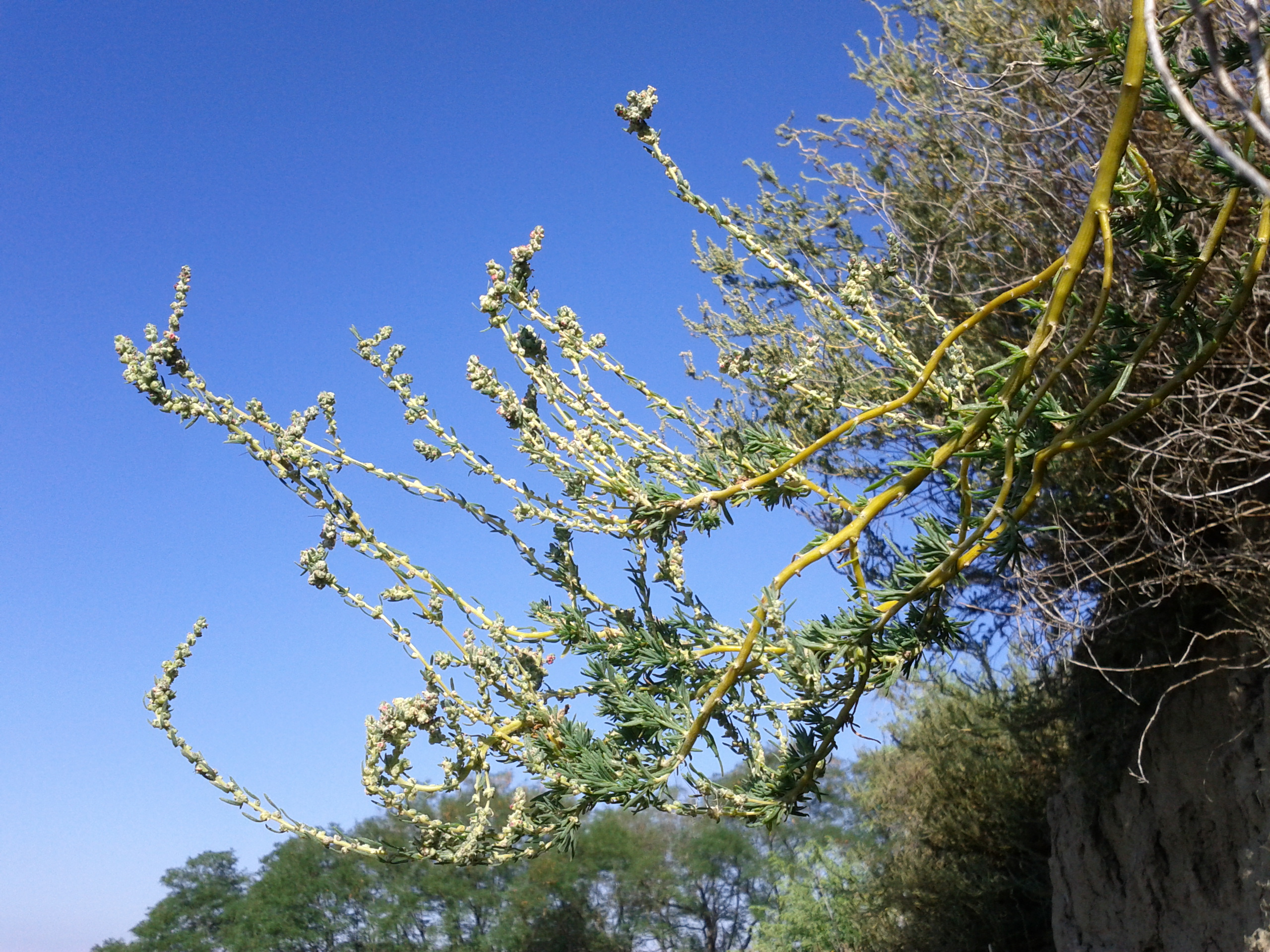
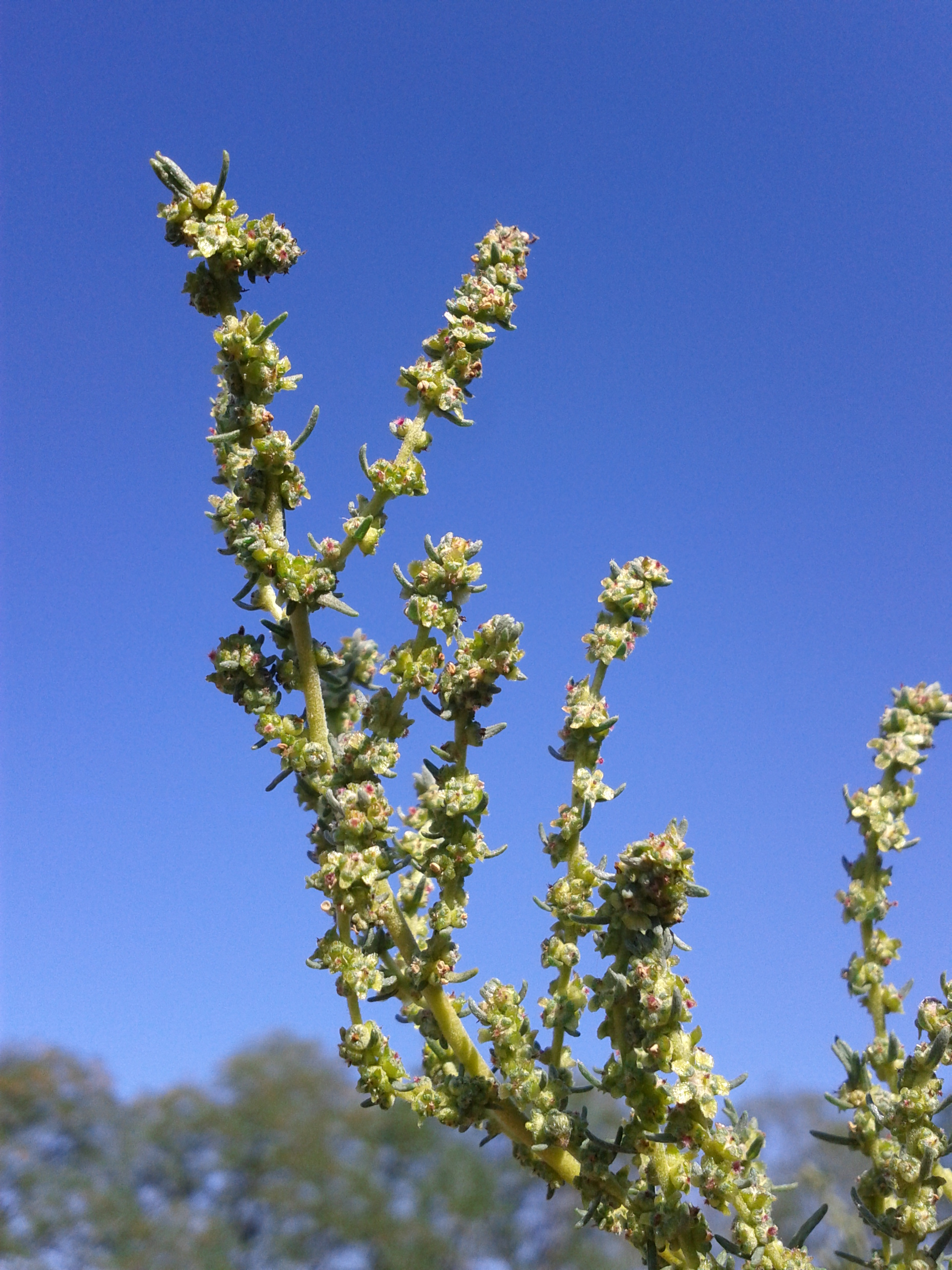